# 門田 (新潟市)
門田（もんた）は、新潟県新潟市西蒲区の大字。郵便番号は950-1328。

## 概要
1889年（明治22年）から現在までの大字。中ノ口川上流左岸に位置し、もとは江戸時代から1889年（明治22年）まであった門田村の区域の一部。

### 隣接する町字
北から東回り順に、以下の町字と隣接する。
- 針ヶ曽根
- 六分
- 東小吉
- 東船越

## 歴史
もとは小吉村の一部で、1631年（寛永8年）から1635年（寛永12年）の間に船越村市右衛門新田として分離独立。1668年（寛文8年）から門田村と称する。

### 分立した町字
1889年（明治22年）以後に、以下の町字が分立。
中之口（なかのくち）
1959年（昭和34年） に分立した町字。

### 年表
- 1889年（明治22年）4月1日 : 合併により小吉村の大字となる。
- 1954年（昭和29年）7月7日 : 合併により中之口村の大字となる。
- 2005年（平成17年）3月21日 : 合併により新潟市の大字となる。
- 2007年（平成19年）4月1日 : 新潟市の政令指定都市移行により、西蒲区の大字となる。

## 世帯数と人口
2018年（平成30年）1月31日現在の世帯数と人口は以下の通りである。
| 大字 | 世帯数 | 人口  |
| ---- | ------ | ----- |
| 門田 | 29世帯 | 101人 |

## 小・中学校の学区
市立小・中学校に通う場合、学区は以下の通りとなる。
| 番地 | 小学校                 | 中学校               |
| ---- | ---------------------- | -------------------- |
| 全域 | 新潟市立中之口東小学校 | 新潟市立中之口中学校 |

## 交通

### 道路
- 新潟県道9号長岡栃尾巻線